# Técnico de Laboratorio de Universidad
El Técnico de Laboratorio en el sistema público universitario español es un profesional que desempeña labores de apoyo técnico a la docencia y a la investigación en las escuelas y facultades de las universidades públicas.
Estos trabajadores son empleados públicos y realizan las mismas funciones que los maestros de laboratorio desde que estos fueran declarados cuerpo a extinguir por la Ley de Reforma Universitaria en el año 1983.
Los técnicos de laboratorio se clasifican en distintas categorías en función de la complejidad y exigencia de su trabajo. De este modo, realizan desde tareas básicas hasta actividades que requieren un alto grado de especialización e incluso titulación universitaria.
A pesar de trabajar en estrecha colaboración con el profesorado universitario, participando en muchos casos en la preparación y desarrollo de las clases prácticas, exámenes, etc. los técnicos de laboratorio no pertenecen a los cuerpos docentes universitarios. Sin embargo, los maestros de laboratorio sí pertenecen a dichos cuerpos realizando las mismas funciones.
Los técnicos de laboratorio quedan encuadrados dentro del colectivo del Personal de Administración y Servicios y las universidades no se ponen de acuerdo sobre si estos empleados públicos deben ser incorporados a las plantillas en régimen funcionarial o laboral.

## Clasificación de los técnicos de laboratorio
Los técnicos de laboratorio pueden ser clasificados desde muy distintos puntos de vista.
Por ejemplo, atendiendo al centro o unidad donde prestan servicio, pueden ser técnicos de laboratorio de: escuela, facultad, instituto de investigación, servicios administrativos, etc.. 
En unos casos los trabajos tienen más que ver con la docencia y en otros ayudan principalmente a la investigación. Aunque también a veces hacen labores diferentes, más relacionadas con el propio funcionamiento de los centros de trabajo; como puede ser el caso de algunos laboratorios de informática, medios audiovisuales, oficina técnica, artes gráficas, etc..
Por otro lado, según la naturaleza de las tareas que desarrollen, el área de conocimiento en el que se desenvuelvan, etc. los técnicos de laboratorio pueden trabajar en multitud de laboratorios diferentes; tantos como existan en las universidades españolas. Este hecho, otorga a estos profesionales un carácter muy específico, haciéndose difícil una clasificación exhaustiva de sus aspectos principales.
No obstante, y a modo de ejemplo, cabe citar la clasificación en grupos y especialidades que la Universidad de Alcalá de Henares hizo en el año 2005 de común acuerdo con la representación legal de los trabajadores. Esta clasificación es de gran interés, de cara a una posible aplicación futura a nivel autonómico o estatal, porque permitiría la movilidad de estos empleados públicos entre laboratorios de la misma especialidad sin que de ello se deriven perjuicios para la universidad.

### Laboratorios (Grupos A y B)
- Especialidad “Dibujo y fotografía científica”

- Especialidad “Biología vegetal”

- Especialidad “Zoología y antropología física”

- Especialidad “C.E.R.M.N.”

- Especialidad “Alta tecnología y homologación”

- Especialidad “Veterinario”

- Especialidad “Instalaciones radiactivas”

- Especialidad “Cirugía”

### Laboratorios (Grupo C)
- ESPECIALIDAD "LABORATORIOS DE CIENCIAS EXPERIMENTALES Y CIENCIAS QUÍMICAS": Incluye puestos en laboratorios de:
  - Biología Vegetal
  - Ecología.
  - Geología.
  - Zoología y Antropología Física.
  - Centro de Experimentación Animal
  - Microscopía Electrónica.
  - Instalación Radiactiva
  - Química Analítica e Ingeniería Química.
  - Química Física.
  - Química Inorgánica.
  - Química Orgánica.
  - Centro de Espectrometría de Masas, Análisis Elemental y Técnicas Complementarias.
  - Centro de Tecnología de los Alimentos.

- ESPECIALIDAD “LABORATORIOS BIOSANITARIOS” Incluye puestos en laboratorios de:
  - Anatomía y Embriología Humana.
  - Biología Celular y Genética.
  - Bioquímica y Biología Molecular.
  - Ciencias Sanitarias y Medicosociales.
  - Cirugía.
  - Enfermería.
  - Especialidades Médicas.
  - Farmacia y Tecnología Farmacéutica.
  - Farmacología.
  - Fisiología.
  - Fisioterapia.
  - Medicina.
  - Microbiología y Parasitología.
  - Nutrición, Bromatología y Toxicología.
  - Unidad de Cultivo
  - Unidad de Biología Molecular

- ESPECIALIDAD "TALLER DE VIDRIO".

- ESPECIALIDAD "LABORATORIOS TÉCNICOS": Incluye puestos en laboratorios de:
  - Arquitectura.
  - Matemáticas.
  - Medios Audiovisuales.
  - Gabinete de Dibujo y Fotografía Científica

- ESPECIALIDAD "LABORATORIOS TÉCNICOS EN INGENIERÍA”: Incluye puestos en laboratorios de:
  - Automática.
  - Ciencias de la Computación.
  - Electrónica.
  - Física aplicada.
  - Teoría de la Señal y Comunicaciones.

- ESPECIALIDAD "LABORATORIOS DE HUMANIDADES": Incluye puestos en laboratorios de:
  - Geografía.
  - Educación

## Implicación en la prevención de riesgos y en la seguridad y salud laboral
Una de las características fundamentales de estos profesionales es su privilegiada situación para ejercer funciones tanto en el ámbito de la prevención de riesgos laborales como en el de la autoprotección, ante riesgos catastróficos, de los edificios en los que se ubican los laboratorios. En idéntica situación se hallan los maestros de laboratorio.
Los técnicos y maestros de laboratorio cuentan con las siguientes ventajas en el ámbito preventivo y también de la seguridad y salud laboral:
- Conocimiento de primera mano sobre la existencia de posibles elementos perjudiciales para sí mismos y para el resto de trabajadores, alumnos y otros usuarios del laboratorio:
  - Peligros o fuentes de daño para las personas y el medio ambiente.
  - Agentes nocivos contaminantes.
  - Condiciones ambientales y ergonómicas.
  - Etc.
- Períodos de permanencia en los laboratorios más largos que otros trabajadores del centro.
- Formación y conocimiento específico sobre los riesgos inherentes a la actividad propia del laboratorio.
- Acceso a zonas restringidas y control de los medios técnicos e instalaciones que puedan estar implicadas en:
  - La generación de los riesgos.
  - La prevención de los mismos riesgos.
  - La protección frente a los efectos perjudiciales de la actividad y posibles accidentes.

Por regla general, las universidades ya cuentan con planes de formación en materia de prevención dirigidas a su personal.

## Categorías profesionales de los técnicos de laboratorio
La disparidad de organización existente entre las universidades públicas a la hora de cubrir las plazas provoca que las clasificaciones profesionales sean de muy variada índole e incluso pudiendo incurrir en el agravio comparativo cuando una misma titulación académica permite el acceso a diferentes categorías dependiendo de la estructura jerárquica del órgano al que el empleado público acceda y no de las funciones a realizar.
Así, nos encontramos con algunas universidades en las que los técnicos de laboratorio son laborales y otras en las que los mismos técnicos de laboratorio son funcionarios.

### Categorías de los técnicos de laboratorio en régimen laboral
En el caso de que los técnicos de laboratorio sean laborales, su clasificación profesional quedará regulada en el convenio colectivo aplicable.
EJEMPLO 1. UNIVERSIDAD DE SALAMANCA
En este caso los técnicos de laboratorio se encuadran en categorías y grupos definidos por el Convenio Colectivo del Personal Laboral de Administración y Servicios de las Universidades Públicas de Castilla y León:
- Grupo I (titulados superiores): titulación de licenciado, ingeniero, arquitecto o equivalente.
- Grupo II (titulados de grado medio): titulación de diplomado, arquitecto técnico, ingeniero técnico o equivalente.
- Grupo III (técnicos especialistas): titulación de bachiller, técnico superior o equivalente.
- Grupo IV-A (oficiales): titulación de técnico, graduado en educación secundaria o equivalente.
- Grupo IV-B (auxiliares): certificado de escolaridad o equivalente.[1]

EJEMPLO 2. UNIVERSIDAD COMPLUTENSE DE MADRID
En la Universidad Complutense de Madrid, las categorías de los técnicos de laboratorio figuran en el Convenio Colectivo del Personal Laboral de Administración y Servicios de las Universidades Públicas de la Comunidad de Madrid:
- Grupo A (niveles A1 y A2): titulación de licenciado, ingeniero, arquitecto o equivalente.
- Grupo B (niveles B1 y B2): titulación de diplomado, arquitecto técnico, ingeniero técnico o equivalente.
- Grupo C, (niveles C1, C2 y C3 - técnicos especialistas): titulación de bachiller, formación profesional específica de grado superior, título equivalente o cuatro años de experiencia profesional en la actividad si no se tiene titulación académica oficial.
- Grupo D (técnicos auxiliares): titulación de graduado en educación secundaria, formación profesional específica de grado medio, título equivalente o dos años de experiencia profesional en la actividad si no se tiene titulación académica oficial.

Nota: Obsérvese la gran diferencia en existente entre ambas universidades respecto a los requisitos de titulación para los grupos más bajos.

### Categorías de los técnicos de laboratorio en régimen funcionarial
En este caso, no se aplica ningún convenio colectivo y las universidades pueden crear escalas profesionales según sus necesidades. Sin embargo, los grupos de clasificación que las universidades organicen están obligados a cumplir con la clasificación genérica que figura en el artículo 76 del Estatuto Básico del Empleado Público, el cual entró en vigor el 13 de mayo de 2007:
- Grupo A (dividido en subgrupos A1 y A2): título universitario de grado.
- Grupo B: título de técnico superior.
- Grupo C (subgrupo C1): título de técnico o bachiller.
- Grupo C (subgrupo C2): título de graduado en educación secundaria obligatoria.

EJEMPLO 1. UNIVERSIDAD REY JUAN CARLOS DE MADRID
Esta universidad no tiene publicada una clasificación de las escalas funcionariales de técnicos de laboratorio en su página web, por lo que los datos han sido extraídos de las convocatorias publicadas en el Boletín Oficial del Estado. Las escalas son:
- Escala técnica superior (sin datos posteriores a la entrada en vigor del Estatuto Básico del Empleado Público).

- Escala técnica de grado medio (sin datos posteriores a la entrada en vigor del Estatuto Básico del Empleado Público).

- Escala de oficiales de oficios: título de Bachiller Superior, Bachillerato Unificado Polivalente, Bachiller LOGSE, Formación Profesional de Segundo Grado o equivalente (según texto de convocatoria de una plaza de técnico de laboratorio en Resolución de 26 de junio de 2007, de la Universidad Rey Juan Carlos, por la que se convocan pruebas selectivas para el ingreso en la Escala Oficial de Oficios, por el sistema general de acceso libre, BOE de 12 de julio de 2007).

- Escala de ayudantes de oficios: Estar en posesión del título de Graduado Escolar, Bachiller Elemental, Enseñanza Secundaria Obligatoria (LOGSE), Formación Profesional de Primer Grado o equivalente (según texto de convocatoria de dos plazas de técnico de laboratorio en Resolución de 26 de junio de 2007, de la Universidad Rey Juan Carlos, por la que se convocan pruebas selectivas para el ingreso en la Escala de Ayudantes de Oficios, por el sistema general de acceso libre, BOE de 11 de julio de 2007).

EJEMPLO 2. UNIVERSIDAD DE ZARAGOZA
En este caso, la Universidad sí publica sus escalas de técnicos de laboratorio funcionarios. Este extremo queda reflejado en la Resolución de 17 de marzo de 2008 de la Universidad de Zaragoza, por la que se procede a la adaptación de las escalas propias de Administración y Servicios de la Universidad de Zaragoza conforme a lo establecido en la disposición transitoria tercera del Estatuto Básico del Empleado Público:
- Grupo A, subgrupo A1: Escala de Técnicos Superiores de Laboratorio y Talleres.
- Grupo A, subgrupo A2: Escala de Técnicos Medios de Laboratorio y Talleres.
- Grupo C, subgrupo C1: Escala de Técnicos Especialistas de Laboratorio y Talleres.
- Grupo C, subgrupo C2: Escala de Oficiales de Laboratorio y Talleres.

Después de la adaptación, las titulaciones que la Universidad de Zaragoza exige para el ingreso en dichas escalas (según Resolución de 18 de marzo de 2008 de la Universidad de Zaragoza, por la que se convocan pruebas selectivas para el ingreso, mediante los sistemas de promoción interna y acceso libre, en Escalas de Laboratorio y Talleres de los Grupos B, C y D, de la Universidad de Zaragoza) no siguen lo marcado en la citada adaptación ni lo prescrito en la ley del estatuto:
- Escala de Técnicos Medios de Laboratorio y Talleres (grupo B): Título de Diplomado Universitario, Ingeniero Técnico, Arquitecto Técnico o titulación equivalente.

- Escala de Técnicos Especialistas de Laboratorio y Talleres (grupo C): Título de Bachillerato LOGSE; de Formación Profesional de Segundo Grado; de Bachillerato Unificado Polivalente, titulación equivalente, o haber superado las pruebas de acceso a la Universidad para mayores de 25 años.

- Escala de Oficiales de Laboratorio y Talleres (grupo D): Título de Graduado en Educación Secundaria; de Formación Profesional de Primer Grado; de Educación General Básica; Graduado Escolar, o titulación equivalente.

Nota:
Obsérvese que las titulaciones exigidas por estas dos universidades referidas en los ejemplos no son las mismas para iguales categorías. Y que, en ambos casos, dichas categorías requieren titulaciones (o requisitos sustitutivos de titulación) que son incompatibles con la preceptiva clasificación del Estatuto Básico del Empleado Público.